# Spanska flaggan
Spanska flaggan (Ipomoea lobata) är en ört i familjen vindeväxter, ursprungligen från tropiska Amerika.
Perenn örtartad klätterväxt, till 5 m lång. Blad 6-15 cm långa och breda, hela eller treflikiga. Blomställningarna upp till 20 cm långa. Blommorna sitter i en ensidig flock och är först röda, senare bleknar de till vitt eller blekt gult. Ståndarna och pistillen är dubbelt så långa som kronan.

## Odling
Lättast att odla som ettårig och sås tidigt på våren. Fröna sås direkt i stora krukor eftersom den ogillar omplantering och kan sluta växa. Kräver bästa möjliga ljus och en näringsrik jord som hålls jämnt fuktig. Näring varje vecka. Kan användas som utplanteringsväxt.

## Synonymer
- Convolvulus mina (G.Don) Kuntze
- Ipomoea mina (G.Don) Voss
- Ipomoea versicolor Meisn.
- Mina lobata Cerv., 1824
- Quamoclit lobata (Cerv.) House,
- Quamoclit mina G.Don